# Quinto di Treviso
Quinto di Treviso este o comună din provincia Treviso, regiunea Veneto, Italia, cu o populație de 9.982 de locuitori&#32 (2022);și o suprafață de 19,04 km².

## Demografie
Quinto di Treviso - evoluția demografică

|  | Graficele sunt indisponibile din cauza unor probleme tehnice. Mai multe informații se găsesc la Phabricator și la wiki-ul MediaWiki. |

Date: Recensăminte sau birourile de statistică - grafică realizată de Wikipedia